# Camp Rock
Camp Rock is een Disney Channel Original Movie uit 2008, uitgezonden op 20 juni 2008 op Disney Channel. Matthew Diamond was verantwoordelijk voor de regie van de film. De productie begon in september 2007. Na de première op televisie werd de film ook online beschikbaar. Camp Rock trok tijdens de televisiepremière 8,9 miljoen kijkers, waarmee de film de best bekeken DCOM was op High School Musical 2 na.

## Verhaal
Een tienermeisje, Mitchie (Demi Lovato), wil dolgraag haar zomer doorbrengen op een prestigieus rock-kamp. Ze kan dit kamp alleen bijwonen als ze als hulpje van de kok, haar moeder, werkt in de keuken. Op een avond als ze in haar eentje zingt, hoort het popidool Shane Gray (Joe Jonas) hoe mooi ze zingt. Al snel probeert hij te weten te komen wie het meisje is achter deze prachtige stem. Maar al snel komt de jaloerse en egoïstische Tess Tyler (Meaghan Martin) hierachter en ze beschuldigt Mitchie ervan haar bedelarmband gestolen te hebben. Daarvoor wordt ze gestraft en ze mag niet meedoen aan de Final Jam, de slotwedstrijd van Camp Rock. Maar uiteindelijk komt Shane er toch achter dat het Mitchie was die hij hoorde zingen, en Margaret "Peggy" DuPree wint de Final Jam.

## Rolverdeling
- Nick Jonas - Nate Gray
- Kevin Jonas - Jason Gray
- Joseph Jonas - Shane Gray
- Demi Lovato - Mitchie Torres
- Alyson Stoner - Caitlyn Gellar (beste vriendin)
- Maria Canals Barrera - Connie Torres
- Anna Maria Perez de Tagle - Ella Shang
- Meaghan Martin - Tess Tyler
- Jasmine Richards - Margaret "Peggy Warburton" DuPree
- Aaryn Doyle - Lola Scott
- Jordan Francis - Barron
- Roshon Fegan - Sander
- Giovanni Spina - Andy
- Daniel Fathers - Brown Cesario
- Julie Brown - Dee la Duke

## Wereldwijde premières
| Land | Kanaal                                                                                         | Datum                                                            |
| --- | ---------------------------------------------------------------------------------------------- | ---------------------------------------------------------------- |
| Verenigde Staten | Disney Channel on Demand Disney Channel ABC ABC Family                                         | 17 juni 2008 20 juni 2008 21 juni 2008 22 juni 2008              |
| Canada | Family On Demand Family, VRAK.TV                                                               | 17 juni 2008 20 juni 2008                                        |
| Latijns-Amerika (Noorden) (Mexico, Venezuela & Colombia)                                                                                        | Disney Channel Disney Channel Play Jetix                                                       | 6 juli 2008 11 juli 2008 12 juli 2008                            |
| Brazilië | Disney Channel                                                                                 | 6 juli 2008                                                      |
| Japan | Disney Channel                                                                                 | 1 augustus 2008                                                  |
| Latijns-Amerika (Zuiden) (Argentinië, Chili, Peru, Bolivia, Paraguay en Uruguay)                                                                | Disney Channel Disney Channel Play Jetix                                                       | 3 augustus 2008 8 augustus 2008 10 augustus 2008                 |
| Italië | Disney Channel                                                                                 | 27 september 2008                                                |
| Azië (Brunei, Cambodja, Oost-Timor, Hong Kong, Indonesië, Korea, Laos, Maleisië, Myanmar, Pakistan, Filipijnen, Singapore, Thailand, & Vietnam) | Disney Channel                                                                                 | 7 september 2008                                                 |
| Portugal | Disney Channel                                                                                 | 16 september 2008                                                |
| Verenigd Koninkrijk | Disney Channel                                                                                 | 19 september 2008                                                |
| Duitsland | Disney Channel                                                                                 | 19 september 2008                                                |
| Spanje | Disney Channel                                                                                 | 20 september 2008                                                |
| Frankrijk | Disney Channel                                                                                 | 23 september 2008                                                |
| Australië | Disney Channel                                                                                 | 26 september 2008                                                |
| Nieuw-Zeeland | Disney Channel                                                                                 | 27 september 2008                                                |
| Nederland | NET 5 (Engels gesproken) Jetix (Nederlands gesproken) Jetix Rock-A-Long (Nederlands gesproken) | 27 september 2008 4 oktober 2008 5 oktober 2008/>30 oktober 2010 |
| België | VTM (Engels gesproken)                                                                         | 2 november 2008                                                  |

## Soundtrack
| Nr. | Titel            | Duur | Gezongen door                                   | Schrijver/producent                      |
| --- | ---------------- | ---- | ----------------------------------------------- | ---------------------------------------- |
| 1   | We Rock          | 3:12 | Cast- Camp Rock                                 | Kara DioGuardi & Greg Wells              |
| 2   | Play My Music    | 3:26 | Jonas Brothers                                  | Kara DioGuardi & Mitch Allen             |
| 3   | Gotta Find You   | 4:05 | Joe Jonas                                       | Adam Watts & Andy Dodd                   |
| 4   | Start the Party  | 3:03 | Jordan Francis                                  | Matthew Gerrard & Robbie Nevil           |
| 5   | Who Will I Be?   | 3:13 | Demi Lovato                                     | Matthew Gerrard & Robbie Nevil           |
| 6   | This is Me       | 3:09 | Demi Lovato & Joe Jonas                         | Adam Watts & Andy Dodd                   |
| 7   | Hasta La Vista   | 2:38 | Jordan Francis & Roshon Fegan                   | Toby Gad, Pam Sheyne & Kovasciar Myvette |
| 8   | Here I Am        | 3:47 | Jasmine Richards                                | Jamie Houston                            |
| 9   | Too Cool         | 2:53 | Meaghan Jette Martin                            | Toby Gad & Pam Sheyne                    |
| 10  | Our Time is Here | 3:33 | Demi Lovato, Meaghan Jette Martin & Aaryn Doyle | Tim James & Antonina Armato              |
| 11  | 2 Stars          | 2:58 | Meaghan Jette Martin                            | Adam Anders & Nikki Hassman              |
| 12  | What It Takes    | 2:45 | Aaryn Doyle                                     | Tim James & Antonina Armato              |
| 13  | I Gotta Find You | 4:02 | Joe Jonas                                       |                                          |